# Незвичайно скрутне становище Мейбл
«Незвичайно скрутне становище Мейбл» (англ. Mabel's Strange Predicament) — американський короткометражний фільм 1914 року, головні ролі в якому виконують Чарлі Чаплін і Мейбл Норманд.

## Сюжет
Бродяга на підпитку чіпляється до жінок у фоє готелю, серед яких є і Мейбл, котра гуляла з собакою. Вона йде до себе в номер, перевдягається в піжаму та, чекаючи на коханого, грає з собакою м'ячем. М'яч вилітає в коридор, Мейбл іде за ним, але випадково захлопує двері. Аби не потрапити бродязі на очі Мейбл ховається у сусідської пари в номері під ліжком. Коханий Мейбл приходить та з допомогою собаки знаходить Мейбл, а чоловік-сусід опиняється скомпрометованим перед своєю дружиною, яка теж повертається до свого номера. Починається бійка, в якій бере участь і бродяга.

## Актори
| Актор          | роль     |
| Чарлі Чаплін   | бродяга  |
| Мейбл Норманд  | Мейбл    |
| Честер Конклін | чоловік  |
| Еліс Девенпорт | жінка    |
| Гаррі Маккой   | коханець |
| Генк Манн      |          |
| Ел Сент-Джон   |          |

## Прокат
Фільм вийшов у США 9 лютого 1914 року, дистриб'ютор — кінокомпанія Mutual Film.